# Ustroń
Ustroń (wymowaⓘ, cz. Ustroň, niem. Ustron) – miasto w południowej Polsce, w województwie śląskim, w powiecie cieszyńskim, uzdrowisko (jedno z dwóch w województwie), ośrodek wczasowy i wypoczynkowy.
Według danych z 30 czerwca 2022 miasto miało 16 023 mieszkańców.

## Położenie

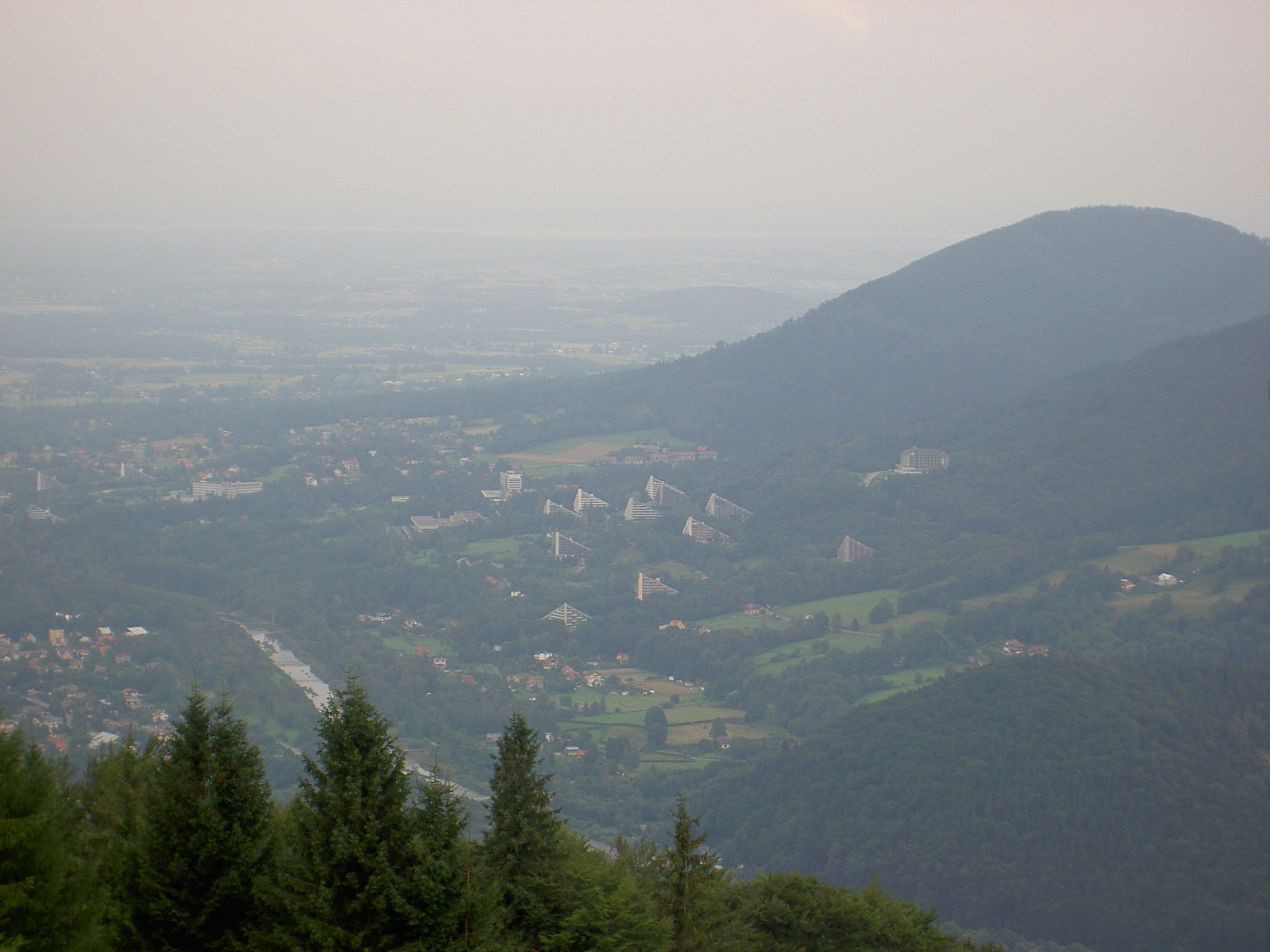
Widok na osiedle Zawodzie z Czantorii

Miejscowość położona jest u północnych podnóży Beskidu Śląskiego, u wylotu doliny Wisły. Na północy sięga skraju Pogórza Śląskiego. Od wschodu granicę Ustronia wyznacza grzbiet pasma Równicy, zaś od południowego zachodu nad miastem dominuje szczyt Czantorii Wielkiej. Różnica wzniesień pomiędzy centrum miasta w dolinie Wisły (ok. 360 m n.p.m.) a szczytami Równicy (884 m n.p.m.) i Czantorii Wielkiej (995 m n.p.m.) wynosi odpowiednio ponad 500 i 600 metrów.
Ustroń historycznie leży na Śląsku Cieszyńskim. Od początków swego istnienia do 1918 r. leżał w granicach księstwa cieszyńskiego. W latach międzywojennych należał do autonomicznego województwa śląskiego, a po II wojnie światowej do województwa śląskiego. Od 1950 r. funkcjonował w ramach województwa katowickiego (w latach 1953–1956 stalinogrodzkiego), zaś w latach 1975–1998 miasto administracyjnie należało do województwa bielskiego.
Miasto stanowi 8,07% powierzchni powiatu cieszyńskiego. Według danych z 1 stycznia 2011 powierzchnia miasta wynosiła 59,03 km², w tym:
- użytki rolne: 41%

- użytki leśne: 44%[3].

Sąsiednie gminy: Brenna, Goleszów, Skoczów, Wisła. Gmina sąsiaduje z Czechami.

## Podział administracyjny

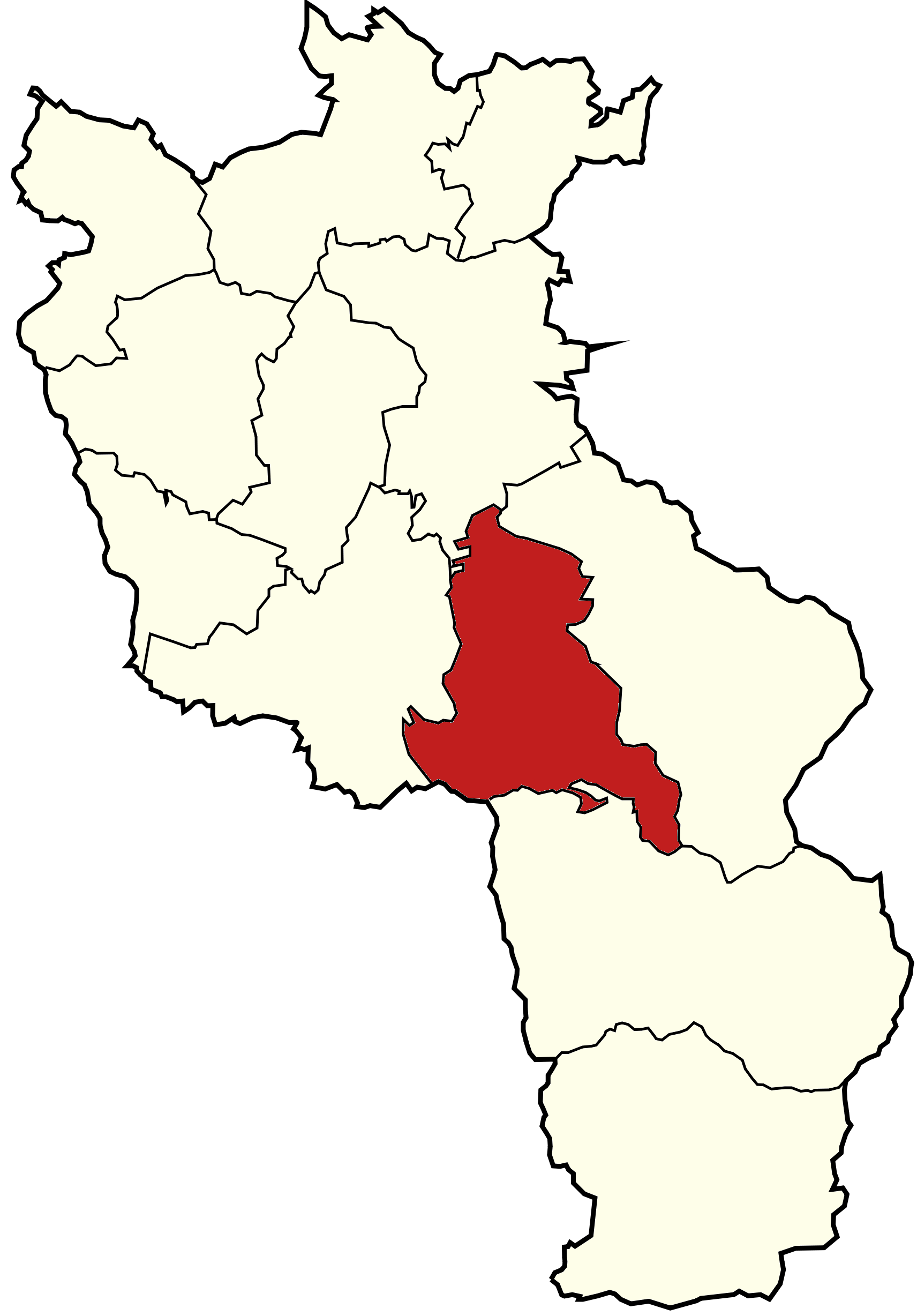
Ustroń na mapie powiatu

Miasto podzielone jest na 9 jednostek pomocniczych – osiedli:
- Polana (nr 1)
- Poniwiec (nr 2)
- Ustroń Górny (nr 3)
- Ustroń Centrum (nr 4)
- Ustroń Dolny (nr 5)
- Zawodzie (nr 6)
- Hermanice (nr 7)
- Lipowiec (nr 8)
- Nierodzim (nr 9)

Inne: Dobka, Jaszowiec.

## Demografia
Dane z 30 czerwca 2014 r.:
| Opis                              | Ogółem | Ogółem | Kobiety | Kobiety | Mężczyźni | Mężczyźni |
| --------------------------------- | ------ | ------ | ------- | ------- | --------- | --------- |
| Jednostka                         | osób   | %      | osób    | %       | osób      | %         |
| Populacja                         | 16 005 | 100    | 8423    | 52,7    | 7582      | 47,3      |
| Gęstość zaludnienia [mieszk./km²] | 271,6  | 271,6  | 142,8   | 142,8   | 128,3     | 128,3     |

Piramida wieku mieszkańców Ustronia w 2014 r.:

## Nazwa
W miejscowej gwarze nazwa wymawiana jest ustróń, kogo, czego: ustrónio, w języku niemieckim Ustron, czeskim Ustroni.
Zdaniem językoznawców nazwa „Ustroń” pochodzi od miejsca zacisznego, ustronnego, leżącego „na stronie”. Natomiast według przekazów legendarnych właśnie tu, nad brzegiem Wisły, jeden z oddziałów tatarskich miał spalić w 1241 roku kilkuset polskich jeńców, skąd poszła nazwa ustrina lub ustrinum, tzn. pogorzelisko z ciał ludzkich (łac. ustor – palący trupy).
W łacińskiej Liber fundationis episcopatus Vratislaviensis („Księga uposażeń biskupstwa wrocławskiego”) spisanej za czasów biskupa Henryka z Wierzbna w latach 1295–1305 miejscowość wymieniona jest w zlatynizowanej formie Ustrona. Dokument wymienia również Lipowiec (w 1975 r. przyłączony do Ustronia) w formie Lyppowetz. W kolejnych latach nazwa ulegała różnym zmianom i modyfikacjom. Kolejno były to Wstrowe (1447), de Wstronÿ (1478), Vstronye (1479). W "Kronikach" Jana Długosza miejscowość występowała jako Vstrone (przed 1480) Później notowano: von Ustron (1487), de Ustrunye (1490), z Ustronie (1491), na Ustronie (1526) itd.. Na mapie Polski autorstwa Wacława Grodzieckiego, sporządzonej przed rokiem 1558, a wydanej w 1570 r. w atlasie Theatrum orbis terrarum Abrahama Orteliusa naniesiona jest nazwa Ustron. Forma Ustroń, używana przez ludność polskojęzyczną, upowszechniła się w drugiej połowie XIX w..

## Historia
Miejscowość została po raz pierwszy wzmiankowana w łacińskim dokumencie Liber fundationis episcopatus Vratislaviensis, spisanej za czasów biskupa Henryka z Wierzbna ok. 1305 w szeregu wsi zobowiązanych do płacenia dziesięciny biskupstwu we Wrocławiu, w postaci item in Ustrona. Zapis ten (brak określenia liczby łanów, z których będzie płacony podatek) wskazuje, że wieś była w początkowej fazie powstawania (lokowana na tzw. surowym korzeniu), co wiąże się z przeprowadzaną pod koniec XIII w. na terytorium późniejszego Górnego Śląska wielką akcją osadniczą (tzw. łanowo-czynszową). Wieś politycznie znajdowała się wówczas w granicach utworzonego w 1290 piastowskiego (polskiego) księstwa cieszyńskiego, będącego od 1327 r. lennem Królestwa Czech, a od 1526 r. w wyniku objęcia tronu czeskiego przez Habsburgów wraz z regionem aż do 1918 r. w monarchii Habsburgów (potocznie Austrii).

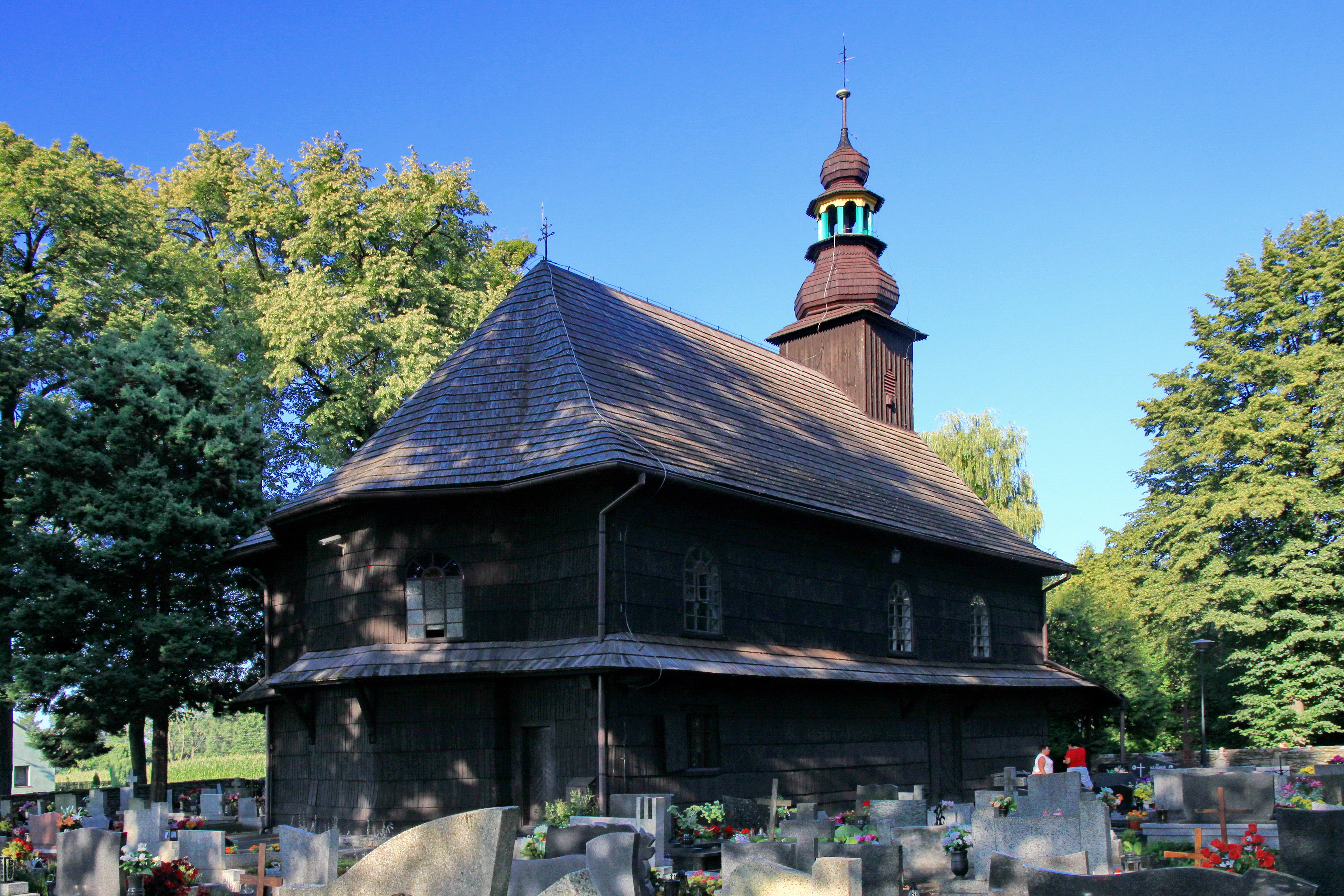
Drewniany kościół św. Anny z XVIII w.

Pierwsi osadnicy założyli Ustroń Dolny (tereny równinne w rejonie dzisiejszej stacji kolejowej Ustroń). W 2 poł. XVI w. zaczął powstawać Ustroń Górny (okolice dzisiejszego centrum), a jeszcze dalej w górę Wisły, „na Polance” (dziś Ustroń Polana), pierwszych 12 zagrodników odnotowano w 1607 r. Ustroń Dolny i część Górnego były od najdawniejszych czasów własnością szlachecką. Pozostała część Górnego Ustronia stanowiła własność książęcą. Z czasem ustrońskie dobra szlacheckie, które uległy rozdrobnieniu, starali się przejąć książęta cieszyńscy. Elżbieta Lukrecja w 1633 r. kupiła od Mikołaja Rudzkiego część Ustronia Górnego i Polankę, a w 1637 r. – część Ustronia Dolnego, należącą do Tschammera. Pozostałe części zostały wykupione w 1738 r. przez księcia cieszyńskiego Franciszka Lotaryńskiego. Obie części Ustronia połączono w jedną wieś w 1839 r.

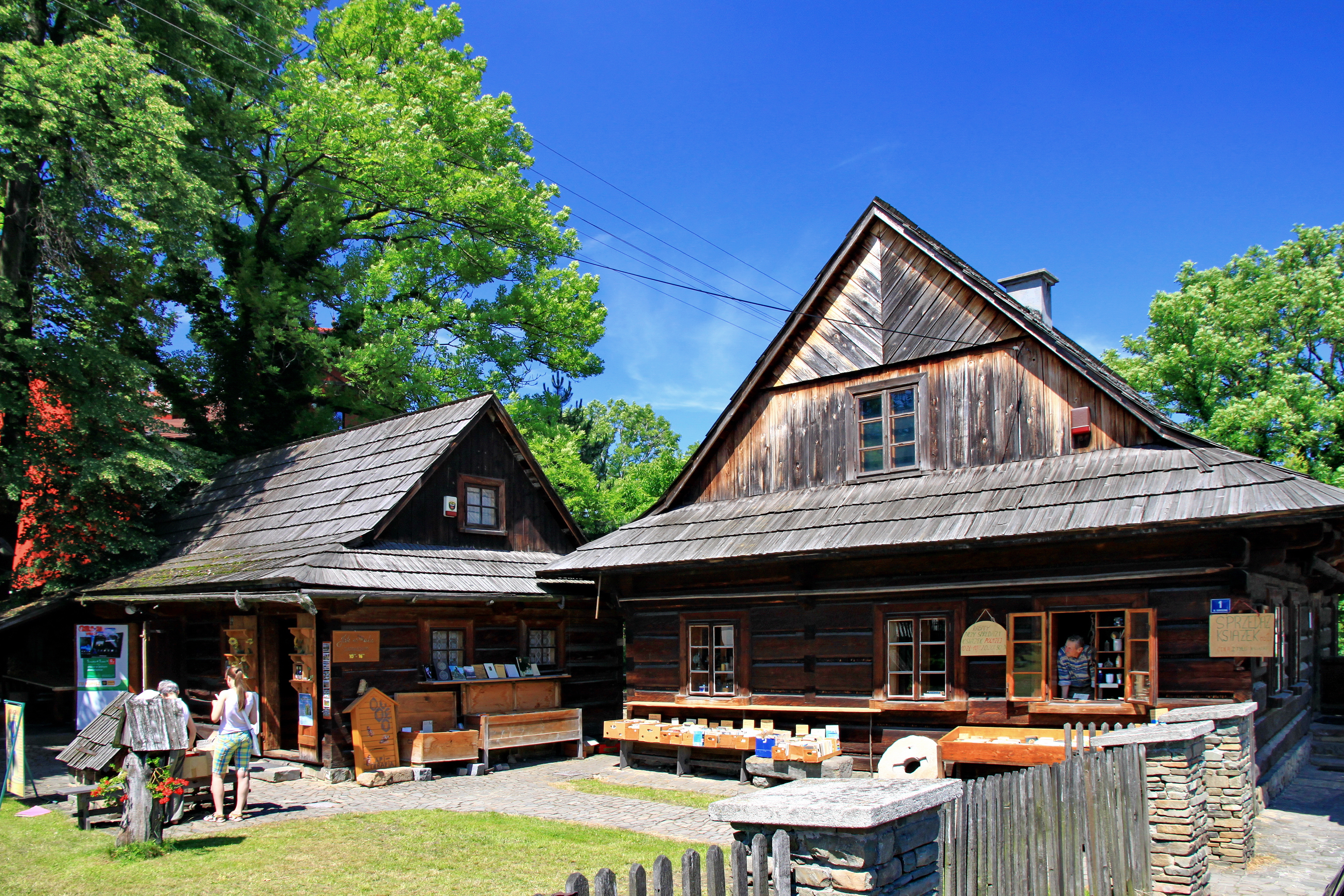
Muzeum Regionalne „Stara Zagroda” w Ustroniu

W 1621 r. w czasie wojny trzydziestoletniej Ustroń został spalony przez przebywające tu wojska neapolitańskie, walczące po stronie katolickiej Austrii. Uciekający przed grabieżami chłopi zaczęli osiedlać się coraz wyżej w górach i przestawiać się na gospodarkę hodowlaną. W 2. poł. XVII w. na okolicznych górach istniało już szereg gospodarstw pasterskich, opartych na wzorach wołoskich. W 1788 r. w szałasach na Równicy, Orłowej i Czantorii 39 gospodarzy ustrońskich wypasało ok. 1500 owiec i kilkadziesiąt krów.

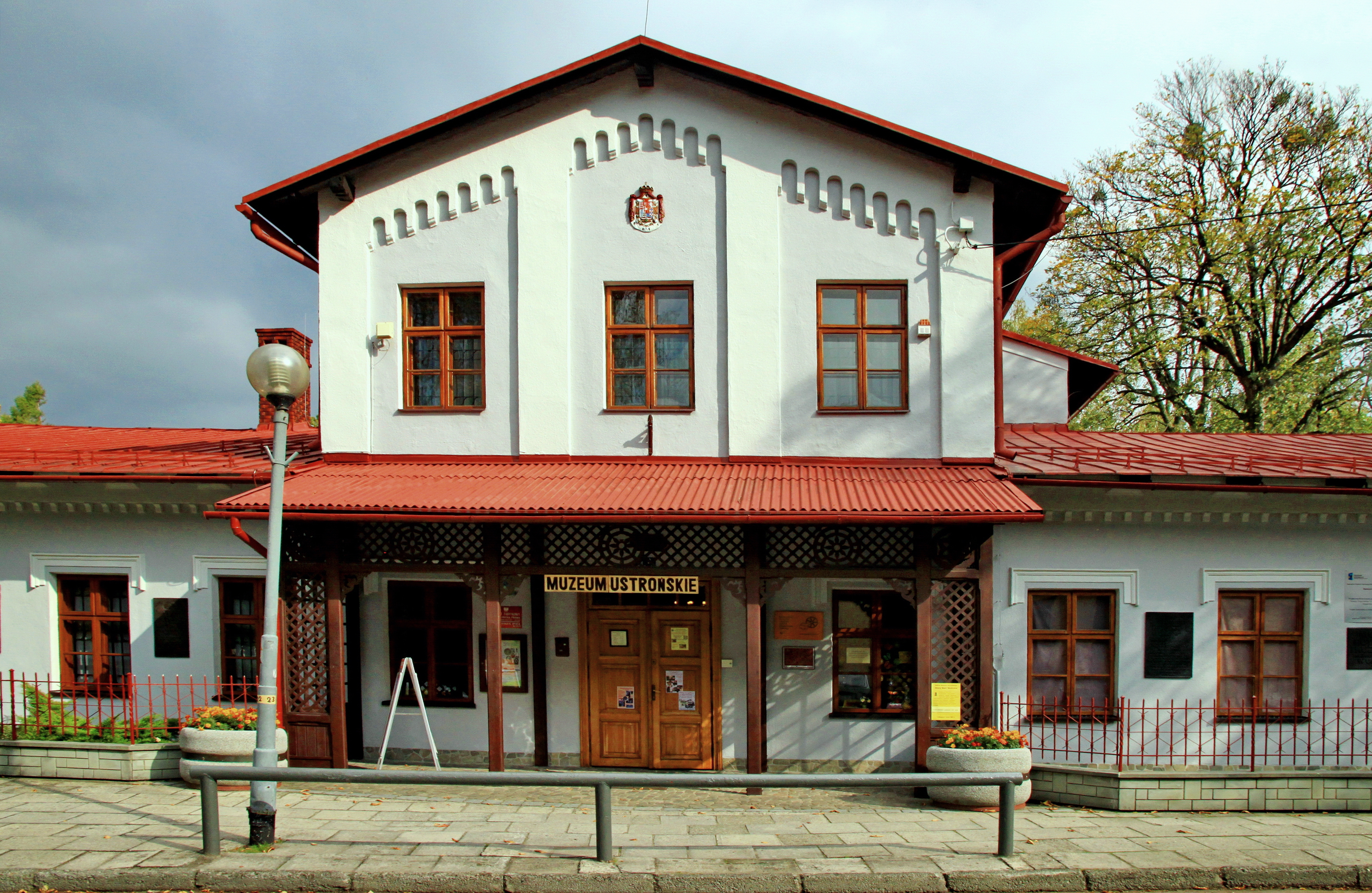
Muzeum Ustrońskie

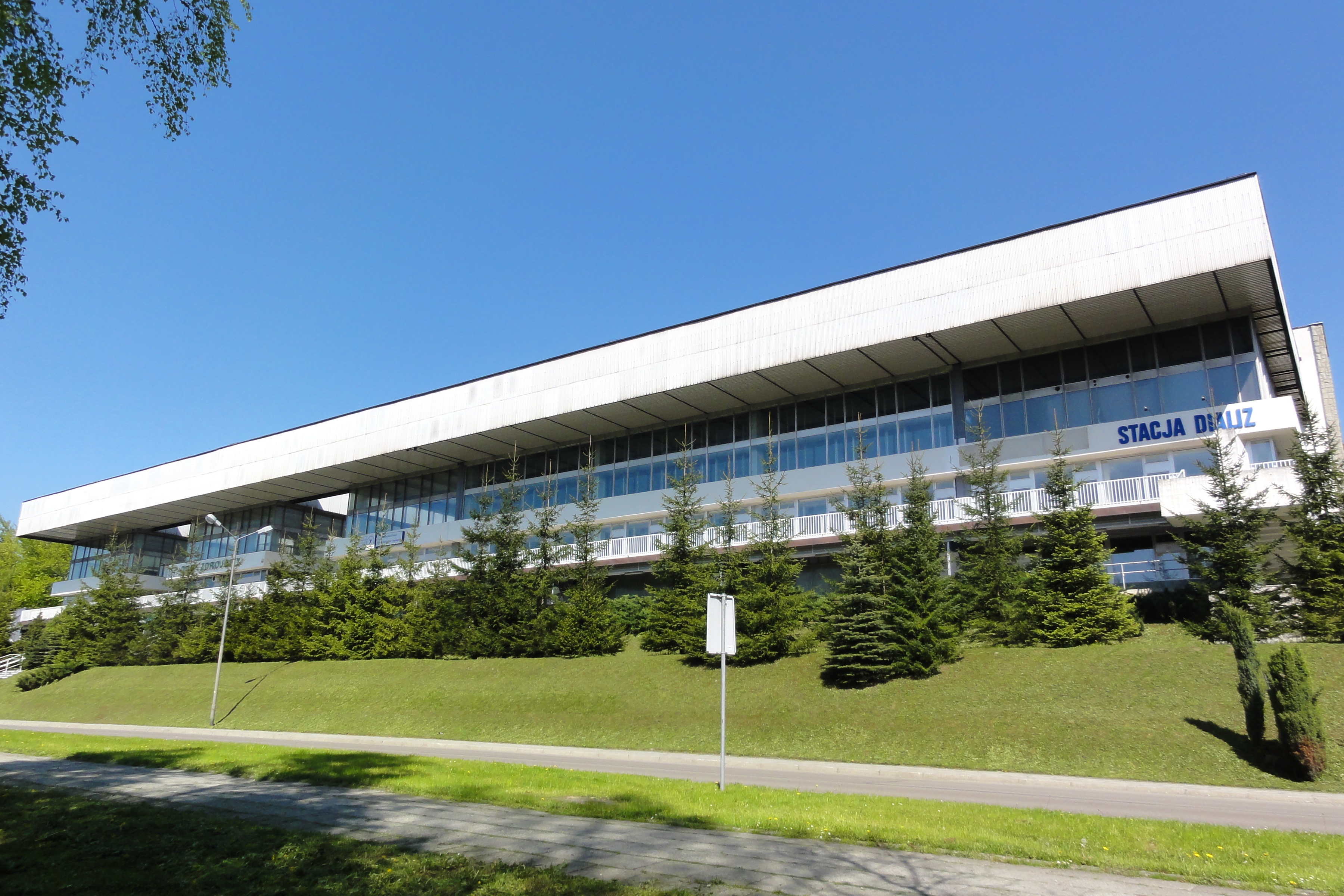
Dom Zdrojowy w Ustroniu-Zawodziu

W 2. połowie XVIII w. w Ustroniu i okolicznych wsiach (m.in. w Cisownicy, Puńcowie, Lesznej Górnej, Nydku) odkryto pokłady rud żelaza, co doprowadziło do uruchomienia w 1772 r. pierwszej huty w Księstwie Cieszyńskim. Obok wielkiego pieca w 1780 r. powstała kuźnica (hamer „Adam”), a w następnych latach kolejne zakłady.
Od tej pory Ustroń rozwijał się jako ośrodek przemysłowy. Inwentarz z 1823 r. wymienia również browar, 4 młyny, tartak, cegielnię, piec wapienny i papiernię w Polanie. W 1787 r. powstała drewniana szkoła ewangelicka, nieco później także katolicka. W 1835 r. ewangelicy wybudowali murowaną szkołę. W XIX w. odkryto też właściwości lecznicze wody, ogrzewanej bogatym w związki siarki żużlem wielkopiecowym. Przy dobrych warunkach klimatycznych spowodowało to popularyzację Ustronia jako miejscowości uzdrowiskowej. Po otwarciu nowej huty w pobliskim Trzyńcu, do której przeniesiono wiele wydziałów z Ustronia, ustrońskie hutnictwo zaczęło podupadać, a w 1897 r. całkowicie wygaszono ostatni wielki piec. Hutę przekształcono w średniej wielkości zakład przetwórstwa żelaza (kuźnię), która funkcjonowała nieprzerwanie przez cały wiek XX, a na początku następnego stulecia podjęto jej likwidację, zakończoną w roku 2008.
W 1787 r. wybudowano kościół św. Klemensa, z murowaną wieżą z 1835 r. (początkowo wieża była drewniana). W 1835 r. wybudowano kościół ewangelicki. W 1852 r. Ustroń uzyskał prawa gminy targowej. Rozwijał się handel i rzemiosło, budowano pierwsze murowane domy dla urzędników i majstrów fabrycznych. Pod koniec lat 30. XIX w. spośród 226 budynków w Ustroniu ponad 30 stanowiły już domy murowane. Coraz więcej osób, zwłaszcza spośród pracowników huty, zaczynała nosić się „po miejsku”, jednak w 1870 r. wójt i radni w dalszym ciągu paradowali w guniach i kierpcach. W 1888 r. do Ustronia doprowadzono linię kolejową z Goleszowa, co znacznie ułatwiło dojazd gościom uzdrowiska.
Według austriackiego spisu ludności z 1900 r. Ustroń miał powierzchnię 4350 hektarów zamieszkałą przez 4683 osób w 479 budynkach, co dawało gęstość zaludnienia równą 107,7 os. /km². z tego 1924 (41,1%) mieszkańców było katolikami, 2649 (56,6%) ewangelikami a 110 (2,3%) wyznawcami judaizmu, 4260 (91%) było polsko-, 364 (7,8%) niemiecko- a 34 (0,7%) czeskojęzycznymi. Do 1910 r. liczba budynków wzrosła do 507 a mieszkańców do 4275 osób, z czego 4265 było zameldowanych na stałe, 3917 (91,8%) było polsko-, 333 (7,8%) niemiecko- a 15 (0,4%) czeskojęzycznymi, 1728 (40,4%) było katolikami, 2439 (57,1%) ewangelikami, 107 (2,5%) żydami a 1 osoba była jeszcze innej religii lub wyznania. Gdyby doliczyć do tego przyłączone później do Ustronia Hermanice, Lipowiec i Nierodzim (bez będących jej częścią Bładnic Górnych) liczba ludności wyniosłaby 6692 osób, z czego 6267 (93,9%) polsko-, 390 (5,8%) niemiecko- a 15 (0,2%) czeskojęzycznych, 3219 (48,1%) katolików, 3352 (50,1%) ewangelików, 120 (1,8%) żydów, 1 innej religii lub wyznania.

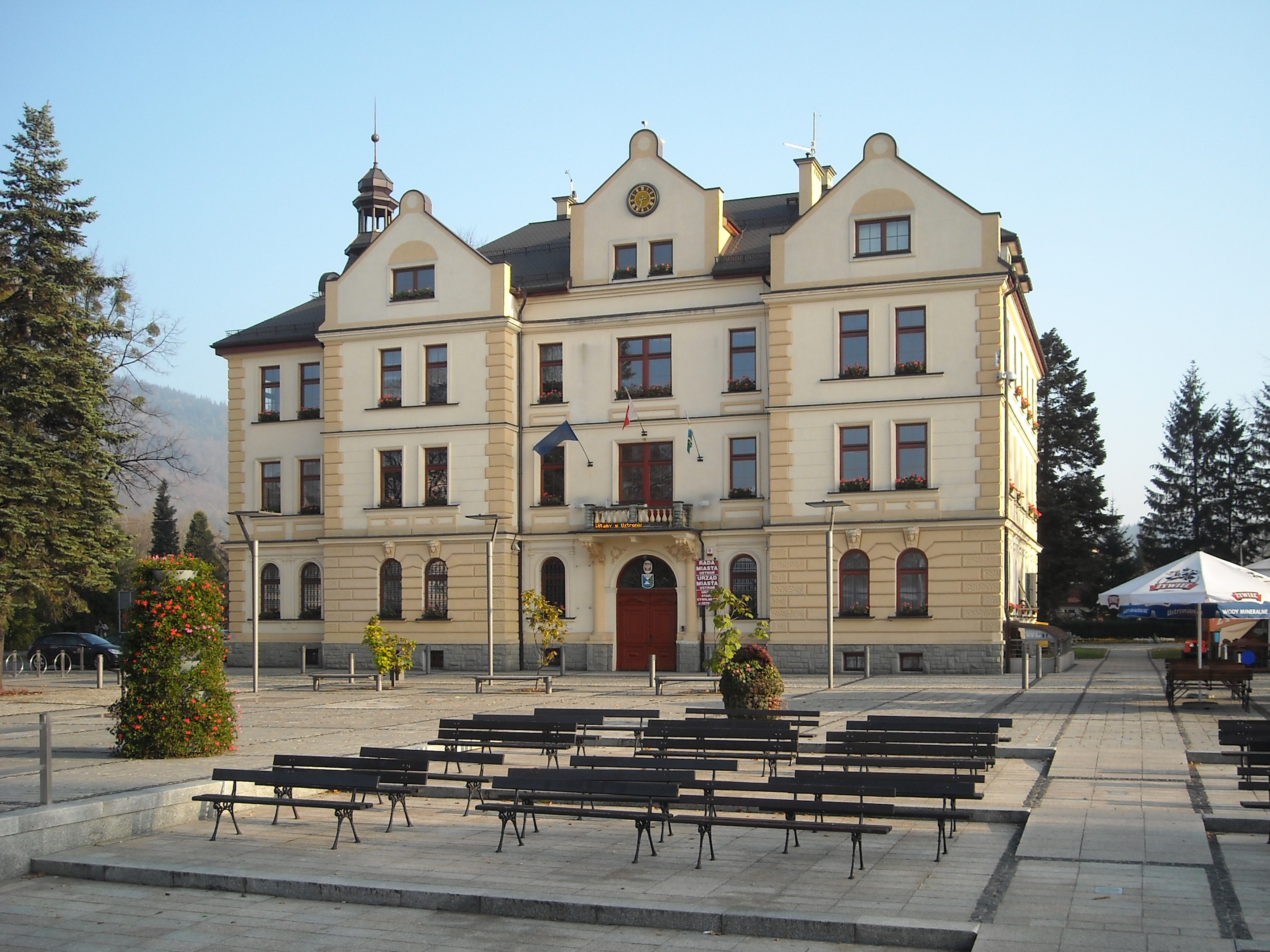
Budynek Urzędu Miejskiego

Po zakończeniu I wojny światowej tereny, na których leży miejscowość – Śląsk Cieszyński stał się punktem sporu pomiędzy Polską i Czechosłowacją. W 1918 roku na bazie Straży Obywatelskiej miejscowi Polacy utworzyli dowództwo 15. kompanii Milicji Polskiej Śląska Cieszyńskiego pod dowództwem ppor. Lipowczana, której podlegały lokalne oddziały milicji.
W lipcu 1920 r. w wyniku decyzji Rady Ambasadorów miejscowość znalazła się w granicach Polski. W okresie międzywojennym w miejscowości stacjonował komisariat Straży Granicznej i placówka II linii SG „Ustroń”.
W latach międzywojennych Ustroń rozwijał się wyłącznie jako miejscowość uzdrowiskowa i wypoczynkowa. W 1933 oddano do użytku basen kąpielowy, funkcjonujący do 2004.
W okresie międzywojennym Ustroń był gminą jednostkową w ramach powiatu cieszyńskiego. 1 grudnia 1945 r. utworzono wiejską gminę Ustroń, która oprócz samego Ustronia objęła pobliskie wsie Hermanice i Lipowiec. Do 1954 r. był siedzibą gminy Ustroń. Podczas reformy administracyjnej z września 1954 r. zniesiono gminy, a Ustroń wraz z przyłączonymi do niego Hermanicami uzyskał status osiedla. Rozporządzeniem Prezesa Rady Ministrów z dnia 28 grudnia 1956 r. z obszaru osiedla utworzono miasto Ustroń. W skład miasta weszły później (1 stycznia 1973 r.) sołectwa: Nierodzim i Lipowiec. Od lat 60. XX w. nastąpił gwałtowny rozwój Ustronia. W Jaszowcu zbudowano wielki ośrodek wypoczynkowy, a na Zawodziu kompleks leczniczo-sanatoryjny ze słynnymi „piramidami”. Rozbudowano infrastrukturę turystyczną, budując m.in. w latach 1965–1967 w Polanie kolej krzesełkową na Czantorię i zagospodarowano brzegi Wisły do celów wypoczynkowych. Powstała dwupasmowa droga do Katowic, a z końcem 2022 r. oddano do użytku zmodernizowaną linię kolejową do Wisły.
Dzięki temu Ustroń jest dziś jednym z najważniejszych ośrodków turystyczno-wypoczynkowych w Beskidzie Śląskim, a jako jedyny posiada status uzdrowiska.
W latach 1945–1991 stacjonowała tu strażnica Wojsk Ochrony Pogranicza. Z dniem 16 maja 1991 r. strażnica została przejęta przez Straż Graniczną.

## Zabytki, turystyka i sport

### Zabytki
Pełna lista zabytków:

### Piesze szlaki turystyczne i spacerowe

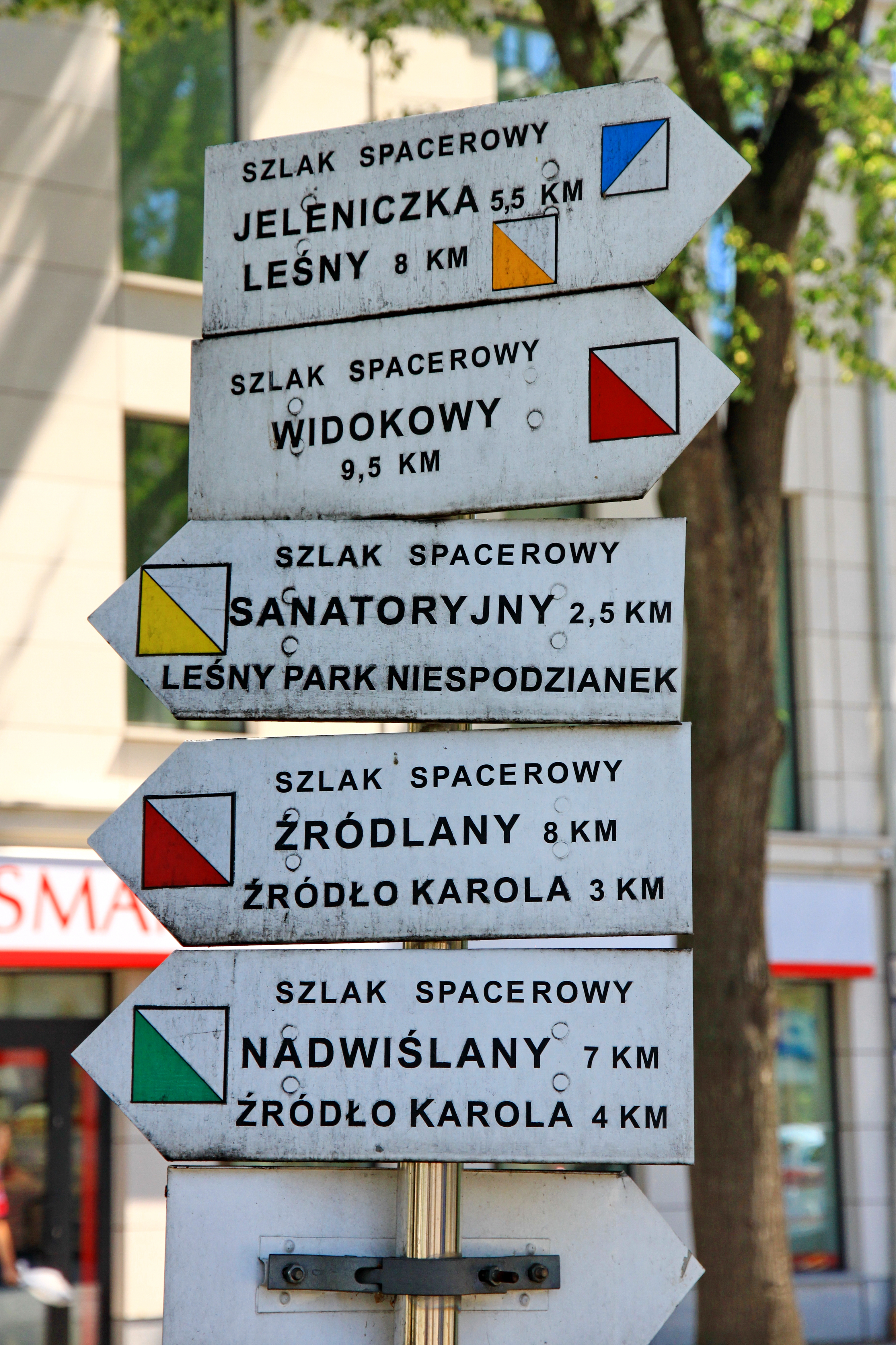
Tabliczki szlaków spacerowych w centrum Ustronia

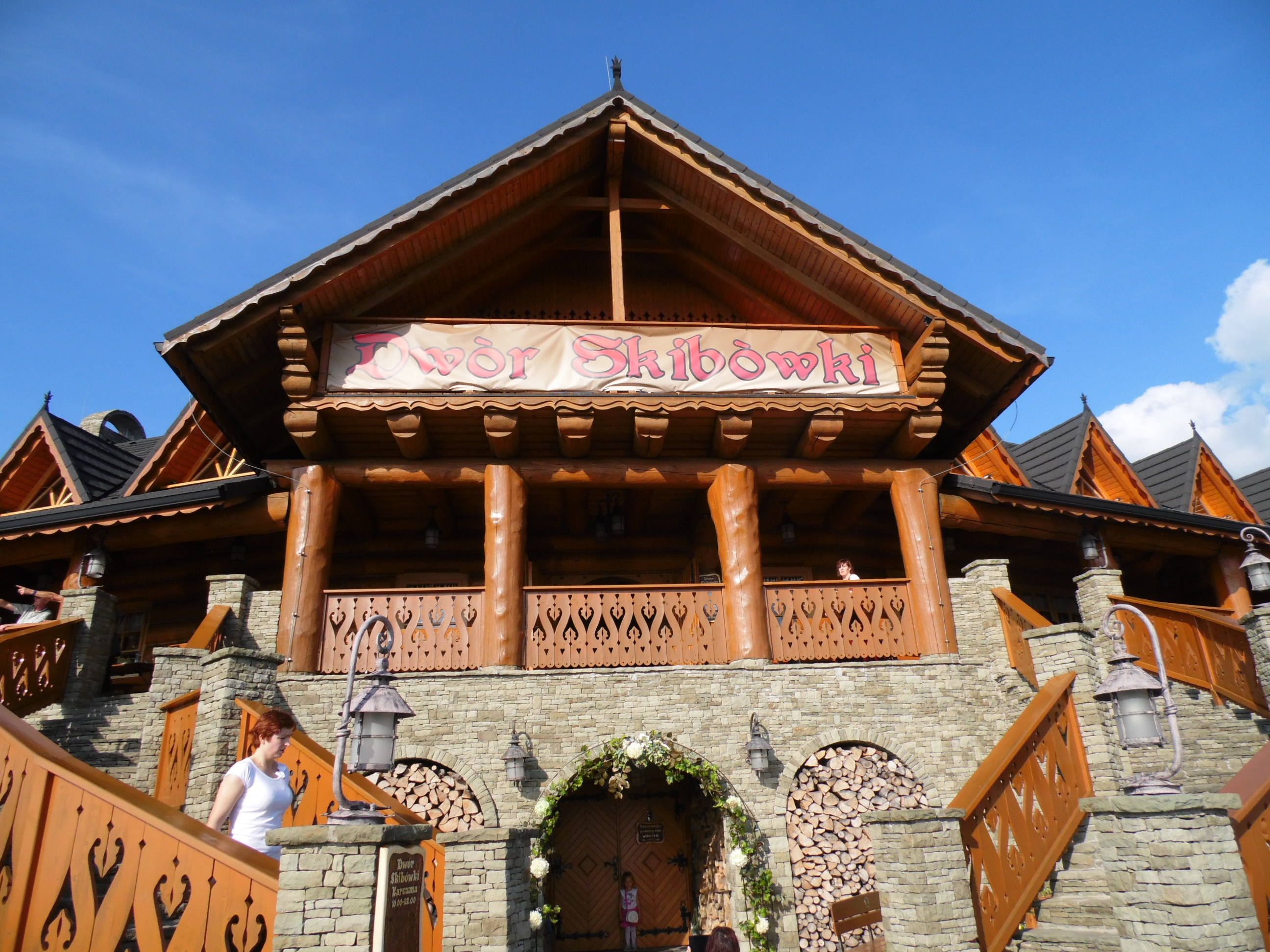
Dwór Skibówki

Z uwagi na bliskość gór Równicy, Czantorii czy Orłowej Ustroń stanowi dogodną bazę wypadową dla pieszych turystów.
Na otaczające Ustroń góry prowadzi wiele znakowanych szlaków turystycznych. Zaczyna się tu m.in. znakowany kolorem czerwonym  Główny Szlak Beskidzki biegnący z centrum Ustronia na Równicę, a następnie schodzący do Ustronia Polany i wspinający się na Czantorię.

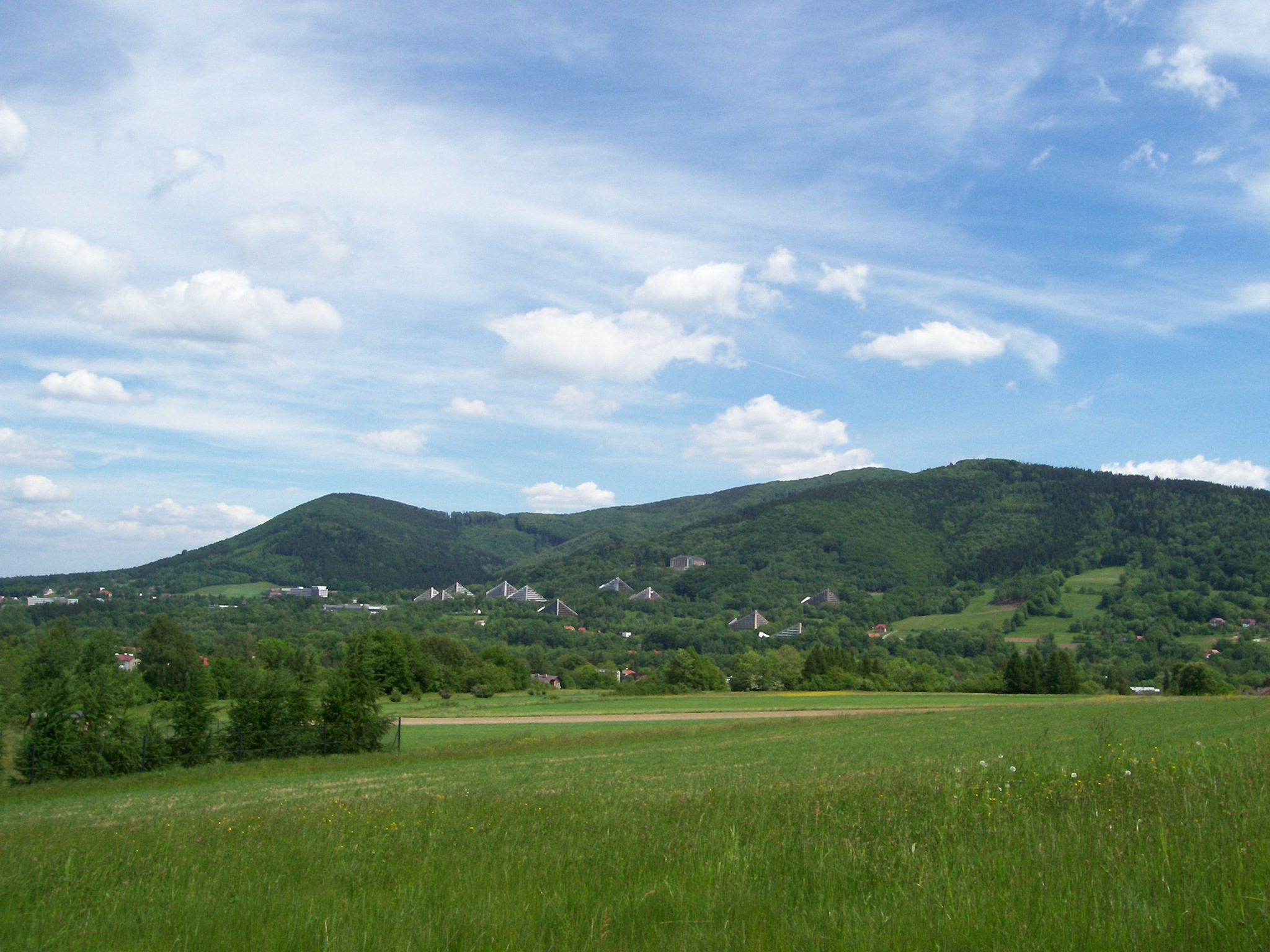
Uzdrowiskowa dzielnica Zawodzie na stokach Równicy

Na szczyt gór prowadzą następujące szlaki turystyczne:
- Ustroń-Zdrój dw. PKP – Schronisko PTTK na Równicy – Ustroń Polana – Czantoria Wielka (Główny Szlak Beskidzki)
- Skoczów dw. PKP – Lipowiec – Lipowski Groń – Równica
- Ustroń-Zdrój dw. PKP – Ustroń Czantoria Baranowa – Czantoria Mała
- szlak im. J. Galicza: Ustroń-Zdrój dw. PKP – Schronisko na Czantorii (CZ) – Czantoria Wielka
- Ustroń Polana – Chata na Orłowej

Poza nimi, miasto Ustroń stworzyło znakowane szlaki spacerowe: (Szlak Miejski – brązowy, Szlak Zabytkowy – niebieski, Szlak Widokowy – czerwony, Szlak Sanatoryjny – żółty, Szlak Jeleniczka – niebieski, Szlak Leśny – żółty, Szlak Źródlany – czerwony, Szlak Nadwiślański – zielony, Szlak do Jaszowca – czarny), a także powstała polsko-czeska transgraniczna
- Ścieżka Rycerska: Polana Stokłosica – Czantoria Wielka – Poniwiec – Ustroń Polana (po polskiej stronie znakowana zielonym wizerunkiem rycerza)

Oprócz pieszych szlaków znajdują się tu m.in. parki linowe na Równicy i Czantorii, park Extreme na Równicy i Leśny Park Niespodzianek.

### Ośrodki narciarskie
W Ustroniu działają 3 większe ośrodki narciarskie, każdy dysponujący przynajmniej jedną koleją krzesełkową. Są to ośrodki o nazwach:
- Kolej Linowa Czantoria w Ustroniu (wyciąg krzesełkowy na Czantorię)
- Kolej Linowa Palenica w Ustroniu
- Ośrodek Poniwiec Mała Czantoria w Ustroniu.

### Trasy rowerowe
Przez miasto przechodzą następujące trasy rowerowe:
- Międzynarodowy Szlak Rowerowy Greenways Kraków – Morawy – Wiedeń
- Wiślana Trasa Rowerowa
- czerwona trasa rowerowa nr 24 (Pętla rowerowa Euroregionu Śląsk Cieszyński)
- Główny Karpacki Szlak Rowerowy (621 km)
- zielona trasa rowerowa nr 13 – Ustroń – Jastrzębie-Zdrój – Rybnik (82 km)
- niebieska trasa rowerowa nr 12 – Jaworze – Górki Wielkie – Ustroń (22 km)
- żółta trasa rowerowa nr 256 – Dzięgielów – Ustroń (8,5 km)

### Sport
Od 30 marca 2011 r. działa klub koszykarski TRS „Siła” Ustroń, grający w Bielskiej Lidze Koszykówki pod nazwą „T.R.S. Siła Ustroń”.
Działa tutaj także klub piłki nożnej Kuźnia Ustroń.

### Leśny Park Niespodzianek w Ustroniu

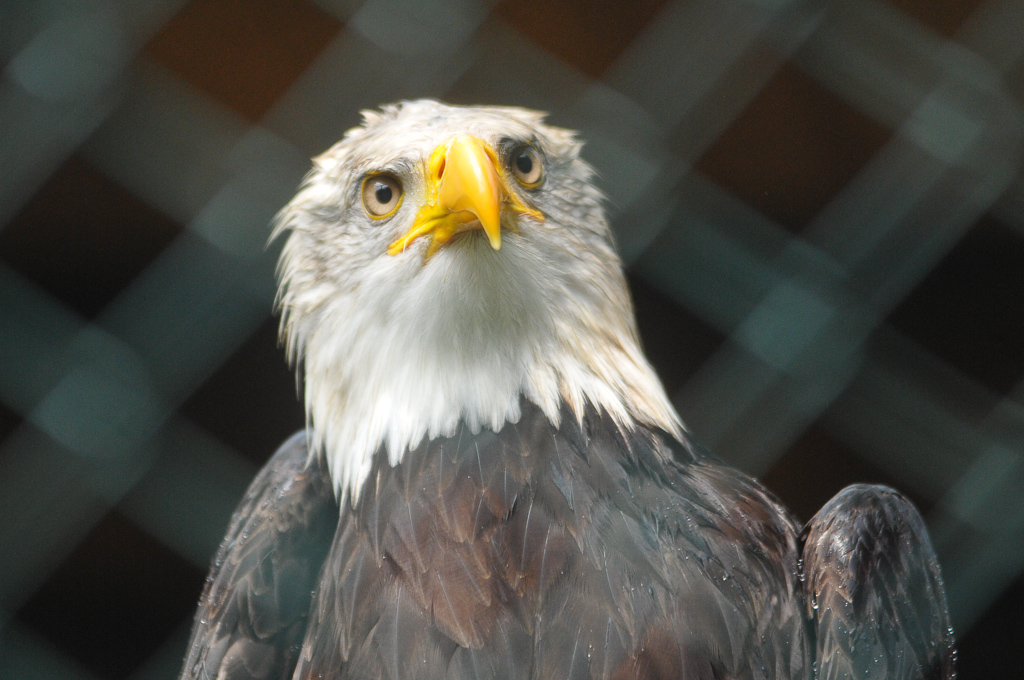
Bielik amerykański w Leśnym Parku Niespodzianek

W Ustroniu znajduje się Leśny Park Niespodzianek, utworzony w środowisku naturalnym. Po ścieżkach w lesie bukowym swobodnie biegają dziki, jelenie, sarny czy też muflony. Park łączy w sobie funkcje: rekreacyjną i edukacyjną, organizuje również pokazy sokolnicze.
W parku znajdują się:
- ścieżka edukacyjna (na jej skraju znajduje się Centrum Edukacji Przyrodniczo-Leśnej),
- ścieżka bajkowa (przeznaczona dla dzieci, z placem zabaw na końcu),
- ścieżka widokowa (na jej trasie znajdują się m.in. zagroda muflonów, woliera bażantów)
- sokolarnia i sowiarnia (tu odbywają się pokazy sokolnicze).

## Transport
Przez miasto przebiega linia kolejowa 191 Goleszów – Wisła Głębce, liczne przystanki komunikacji autobusowej PKS. W mieście są 2 stacje kolejowe: Ustroń i Ustroń Polana oraz przystanek kolejowy Ustroń Zdrój oraz Ustroń Brzegi (Planowany w przeszłości jako Ustroń Poniwiec). Od 11 grudnia 2022 do użytku została oddana wyremontowana linia kolejowa po której kursują pociągi Kolei Śląskich, dodatkowo dostęp do kolei zwiększył nowy przystanek w lokalizacji Ustroń Brzegi.

## Wspólnoty wyznaniowe

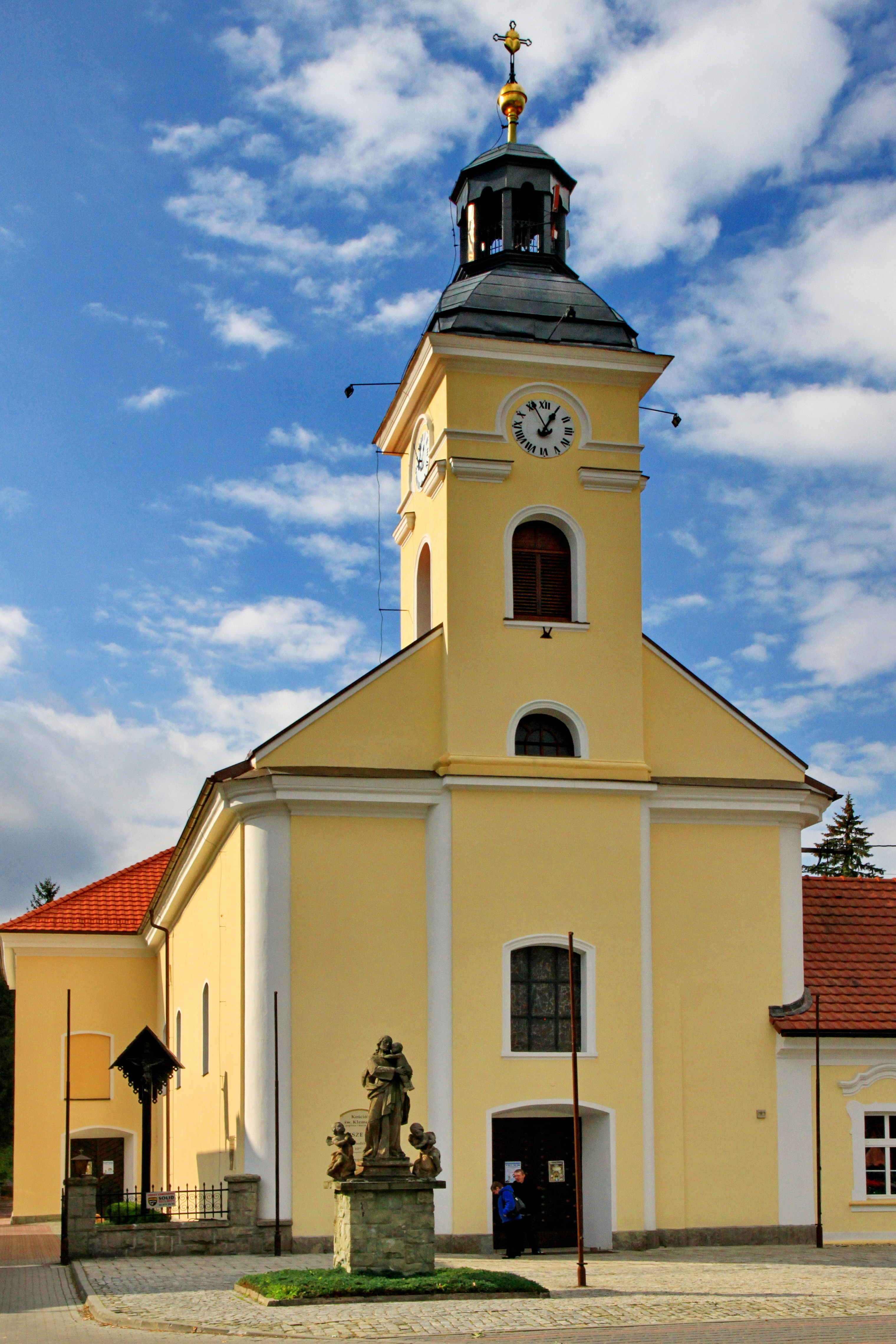
Kościół św. Klemensa w Ustroniu

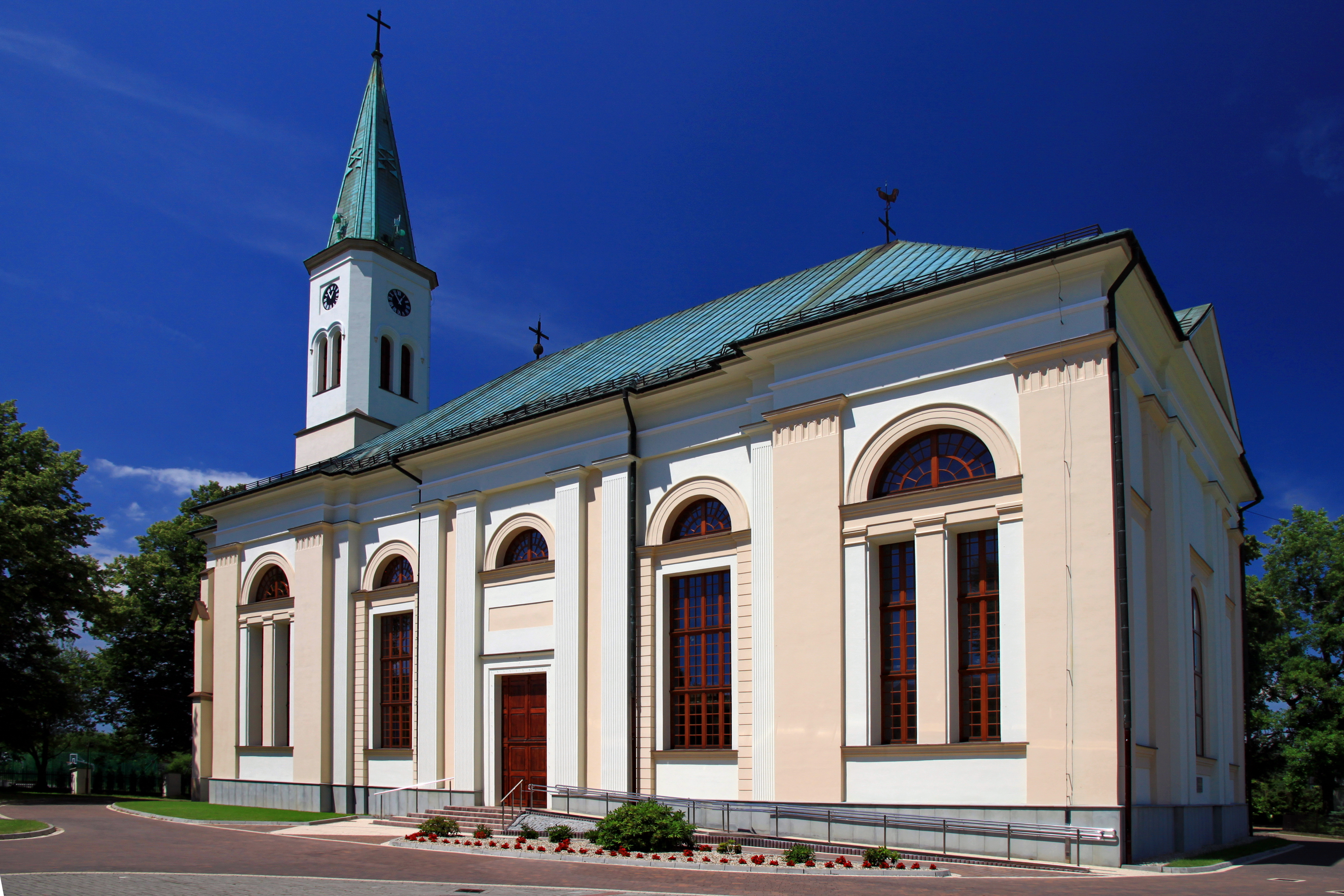
Kościół ewangelicko-augsburski Jakuba Starszego

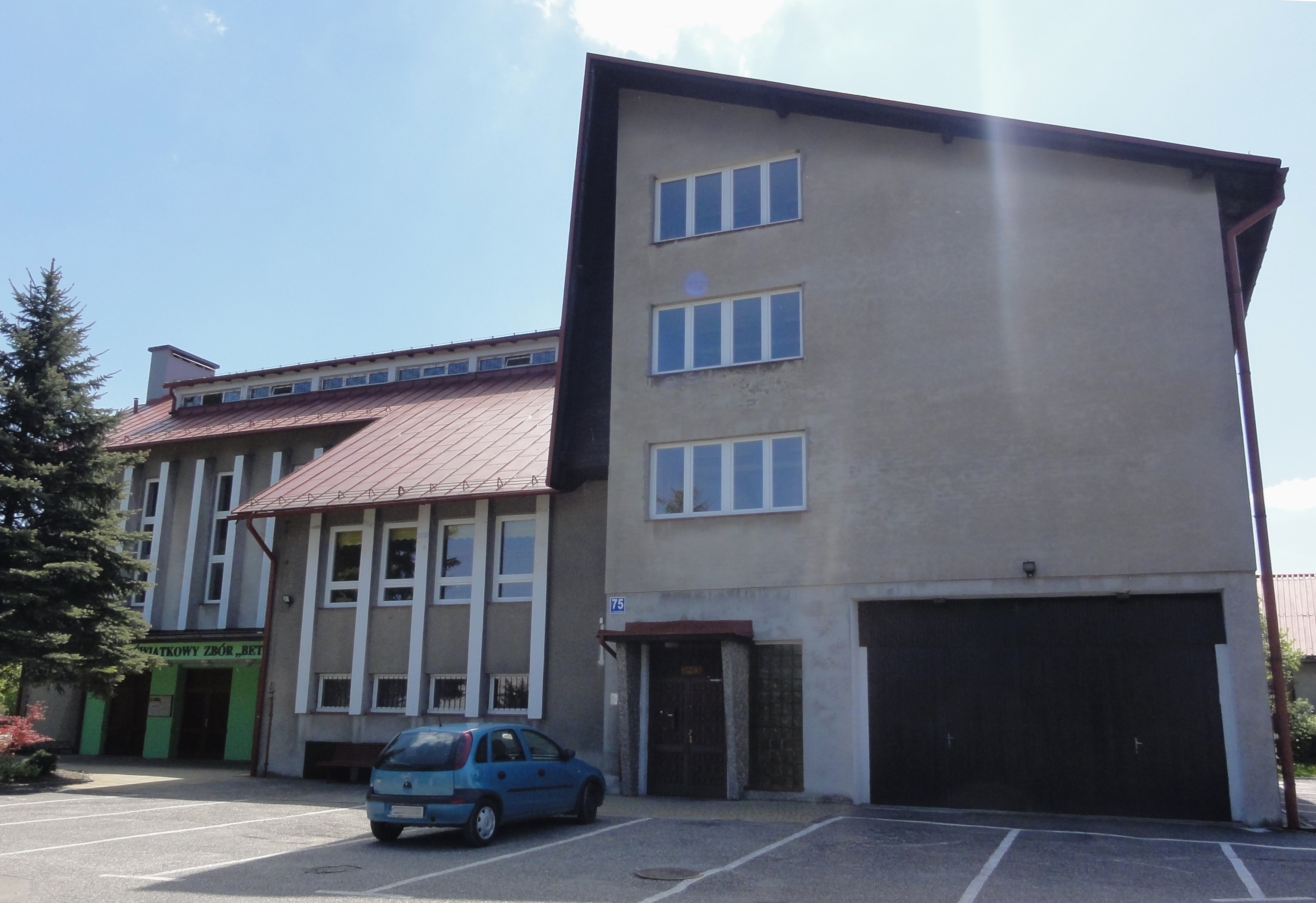
Kościół Zielonoświątkowy

### Katolicyzm
- Kościół rzymskokatolicki:
  - parafia Dobrego Pasterza
  - parafia Najświętszej Maryi Panny Królowej Polski
  - parafia Podwyższenia Krzyża Świętego
  - parafia św. Anny
  - parafia św. Brata Alberta
  - parafia św. Klemensa

W miejscowości znajduje się jeden z najwyższych posągów Chrystusa Króla: 25 m, w tym 14 m cokół.

### Protestantyzm
- Chrześcijańska Wspólnota Ewangeliczna:
  - placówka w Ustroniu[27]
- Chrześcijańska Wspólnota Życie i Misja[28]
- Kościół Adwentystów Dnia Siódmego w RP:
  - zbór w Ustroniu[29]
- Kościół Ewangelicko-Augsburski:
  - parafia w Ustroniu – Kościół Jakuba Starszego w Ustroniu[30]
    - filiał w Ustroniu-Polanie – Kościół Apostoła Mateusza w Ustroniu-Polanie[30]
    - filiał w Ustroniu-Dobce – Kaplica ewangelicka w Ustroniu-Dobce[30]
- Kościół Wolnych Chrześcijan w RP:
  - zbór w Ustroniu[31]
- Kościół Zielonoświątkowy w RP:
  - zbór „Betel”[32]

### Restoracjonizm
- Świadkowie Jehowy
  - zbór Ustroń-Nierodzim[33]
  - zbór Ustroń-Polana[33]
  - zbór Ustroń-Centrum[33]

## Ludzie związani z Ustroniem

### Burmistrzowie Ustronia
- Andrzej Broda (zm. 1902) (burmistrz)
- Franciszek Zawada 1945–1950 (przełożony gminy)
- Jan Jaszowski, 1950–1951 (przełożony gminy)
- Władysław Richert, 1951–1952 (przełożony gminy)
- Ludwik Troszok, 1954–1964 (przewodn. gminnej, potem miejskiej rady narodowej)
- Włodzimierz Gołkowski, 1964–1982 (1964–1972) przewodn. miejskiej rady narodowej, 1973–1982 (naczelnik miasta)
- Benedykt Siekierka, 1982–1990 (naczelnik miasta)
- Andrzej Georg, 1990–1992 (burmistrz)
- Kazimierz Hanus 1992–1998 (burmistrz)
- Jan Szwarc 1998-2001 (burmistrz), następnie Poseł na Sejm RP
- Ireneusz Szarzec, 2002-2018 (burmistrz)
- Przemysław Korcz, 2018 – 2024 (burmistrz)
- Paweł Sztefek, od 2024 (burmistrz)

## Współpraca międzynarodowa
Miasta i gminy partnerskie:
- Neukirchen-Vluyn
- Budapeszt
- Hajdúnánás
- Pieštany
- Luhačovice
- Frenštát pod Radhoštěm
- Ustronie Morskie
- Kalety